# Перехоплювач (фільм)
«Перехоплювач» (англ. Interceptor) — бойовик-трилер 2022 року, режисерський дебют Метью Рейлі, знятий за сценарієм Рейлі та Стюарта Бітті та оповіданням Рейлі. У фільмі, знятому в міжнародній копродукції Австралії та США, головні ролі виконали Ельза Патакі та Люк Брейсі. Фільм розповідає про сувору, розбиту реальністю жінку капітана, яка опиняється на чолі віддаленої бази перехоплювачів ядерних ракет посеред Тихого океану після того, як її несправедливо вигнали з омріяної роботи в Пентагоні.
Фільм почали транслювати на Netflix 3 червня 2022 року, і він піднявся на перше місце в топ-10 стрімінгу, набравши близько 50 мільйонів годин переглядів. Він отримав змішані відгуки критиків і був номінований на 12-ту премію AACTA Awards за найкращий дизайн-постановку.

## Сюжет
Сполучені Штати мають два пускові майданчики для перехоплення будь-яких запусків ядерних боєголовок; перший, Форт Грілі на Алясці, зазнав нападу невідомих нападників, імовірно пов'язаних із терористичним угрупуванням, в той час як 16 ядерних боєголовок були викрадені на території Росії. Другий об'єкт — віддалена платформа посеред Тихого океану. Капітан армії США Джей Коллінз нещодавно була переведена на останнє з двох місць запуску ракет-перехоплювачів. Після завершення гучної справи, в якій вона повідомила про сексуальні домагання з боку одного зі своїх начальників, вона зазнала дідівщини, знущань і погроз з боку своїх колег-військових в якості помсти, що і стало причиною її нового призначення на цю віддалену станцію.
Під командуванням підполковника Маршалла, працюючи разом із капралом Бівером Бейкером і капралом Рахулом Шахом у командному центрі станції, Коллінз опиняється на останній лінії оборони після ворожого захоплення форту Грілі. На станцію проникає невелика група оперативників на чолі з колишнім солдатом військової розвідки Кесселем, які швидко вбивають Маршалла та інших мешканців бази, залишаючи в командному центрі лише Коллінз, Шаха та непритомного Бівера, якого зачепила випадкова куля. Загарбники намагаються домовитися про проникнення в командний центр, щоб роззброїти систему перехоплення і залишити континентальну частину США відкритою для ядерної атаки шістнадцятьма викраденими боєголовками. Однак вони отримують відсіч і намагаються проникнути туди силою за допомогою паяльних ламп. Один з оперативників здійснює несподівану атаку, проникнувши через люк у підлозі, але зазнає поразки і гине від рук Коллінз і Шаха. Бівер приходить до тями і розповідає, що він — «агент нападаючих», мотивований великими грошима і ксенофобією, і тримає Коллінз і Шаха на мушці, дозволяючи Кесселю і решті оперативників увійти всередину і взяти все під контроль.
Кессель перехоплює пряму трансляцію і транслює свій маніфест про невдачі в історії Сполучених Штатів, називаючи шістнадцять американських міст, які мають бути знищені, і наказуючи терористичному угрупованню негайно запустити ядерні бомби. Коллінз виривається з кайданів і замикає Кесселя, Бівера та поплічника на виході з командного центру, одночасно перемагаючи і вбиваючи Кіру, єдиного ворожого оперативника, що залишився в кімнаті, та ще одного поплічника. Кессель намагається змусити Коллінз здатися, катуючи її батька, але вона відмовляється, і її батько, очевидно, гине, коли передача переривається. Кессель переходить до плану Б, запускаючи протокол ліквідації станції, сподіваючись затопити її, якщо не зможе взяти під контроль. Коли станція починає тонути, Шах зголошується спуститися через підлоговий люк в океан і вручну задраїти люки станції, щоб сповільнити її занурення, щоб перехоплювачі все ще могли запуститися і знищити боєголовки, коли вони врешті-решт пройдуть через повітряний простір над нею. Шаху це вдається, але його вбиває Бівер.
Коллінз вирішує піти на ризиковану авантюру, сховавшись у командному центрі і дозволивши Кесселю, Біверу та решті поплічників захопити і вивести з ладу, здавалося б, порожній центр. Її хитрість спрацьовує, і Бівер вирушає на дах станції, щоб знайти і ліквідувати її. Поки Кессель тікає з кімнати, Коллінз вдається непомітно усунути решту поплічників. Схопивши ноутбук, Коллінз піднімається на дах і підключає пристрій до мережі, сподіваючись таким чином вручну запустити ракети-перехоплювачі. Однак її знаходить Бівер, і вони вступають у рукопашний бій, в якому Коллінз виходить переможцем після того, як використовує колючий дріт, щоб обезголовити Бівера. Кессель, який раніше викликав російський підводний човен, щоб забрати команду оперативників, знаходить Коллінз саме в той момент, коли вона успішно запускає ракети-перехоплювачі за долю секунди до того, як ядерні бомби перетнуть точку перехоплення. Його план провалився, він вступає в бій із Коллінз, якій вдається перемогти і підкорити його, саме тоді, коли з моря піднімається російський підводний човен. З вежі підводного човна з'являється пара росіян, але замість того, щоб стріляти в Коллінз, вони стріляють у Кесселя, а російський капітан віддає честь Коллінз перед відплиттям.
Пізніше Коллінз оговтується після важких випробувань у лікарні, і президент США особисто її підвищує за її зусилля. Її також відвідує її батько, якого врятували друзі, які були свідками його тяжкого становища в прямому ефірі, і він заспокоює її через її горе через смерть Шаха.

## Акторський склад
| Актор         | Роль              |
| ------------- | ----------------- |
| Ельза Патакі  | Джей Коллінз      |
| Люк Брейсі    | Олександр Кессель |
| Аарон Ґленейн | Бівер             |

Крім того, Марк Дессекс грає зневажливого стратега теорії ігор, який консультує президента, а Кріс Гемсворт з'являється в епізодичній ролі, не вказаній у титрах, у ролі невимушеного продавця у великому магазині побутової електроніки.

## Виробництво
Рейлі почав писати сценарій для «Перехоплювача» у 2017 році. Дія сценарію відбувалася переважно на одному знімальному майданчику, оскільки Рейлі хотів, щоб бюджет фільму не перевищив 15 мільйонів доларів. Бітті настільки захопився сценарієм, що звернувся до Рейлі з проханням переписати його, на що той погодився. Бітті поділився сценарієм з продюсерами, яким повідомили, що Рейлі має намір стати режисером. Рейлі зіткнувся з певним спротивом, але йому вдалося зберегти свою посаду режисера.
4 березня 2021 року було оголошено, що Ельза Патакі та Люк Брейсі зіграють у фільмі, а Бетті продюсуватиме його разом із Метью Стрітом та Майклом Бугеном для Ambience Entertainment. Патакі готувалася до ролі, тренуючись до п'яти годин щодня за допомогою свого чоловіка, Кріса Гемсворта, який був виконавчим продюсером, а також виконав епізодичну роль продавця в магазині електроніки.
Знімання відбувалося у Новому Південному Уельсі, Австралія, протягом 33 днів, починаючи з 29 березня 2021 року

## Реліз
Перехоплювач вийшов глобально на Netflix 3 червня 2022 року. Було оголошено про плани випустити фільм у кінотеатрах Австралії у 2021 році, але не вдалося. Натомість фільм вийшов на короткий прокат в Австралії 26 травня 2022 року, за тиждень до світового релізу Netflix.

## Рецензії

### Відгуки критиків
На сайті-агрегаторі рецензій Rotten Tomatoes 44 % з 45 відгуків критиків є позитивними, а середня оцінка — 4,7/10. Консенсус на сайті такий:
«Перехоплювач» може викликати проблиск інтересу у глядачів, які прагнуть безглуздого бойовика, але тут немає нічого такого, чого вони не бачили раніше.
Сайт Metacritic, який надав середньозважену оцінку, поставив фільму 51 бал зі 100, спираючись на відгуки 6 критиків, що свідчить про «змішані або середні відгуки».

Пол Бірнс із «Сідней морнінг геральд» дав фільму 3,5 зірки з п'яти і написав:
Місцями він сміховинно дурний, але це навмисно. Це не зовсім сатира, в ньому є кілька серйозних речей, але здебільшого це балаган.
Ніколас Рапольд із «Нью-Йорк таймс» заявив, що фільм «незграбний і ледве зв'язний, коли немає бійки». Бенджамін Лі з The Guardian дав фільму три зірки з п'яти і назвав його «абсурдним, але цікавим».

### Відзнаки
| Рік      | Нагорода            | Категорія                        | Робота      | Результат |
| -------- | ------------------- | -------------------------------- | ----------- | --------- |
| 2022 рік | Screen Music Awards | Музика року до художнього фільму | Майкл Ліра  | Номінація |
| 2022 рік | AACTA               | Робота художника-постановника    | Джордж Лідл | Номінація |